# Al-Midhatijja
Al-Midhatijja – miasto w Iraku, w muhafazie Babilon. W 2009 roku liczyło 48 672 mieszkańców.